# Người Vitruvius
Người Vitruvius là tên một bức vẽ nổi tiếng của Leonardo da Vinci, được ông thực hiện vào khoảng năm 1490. Bức vẽ mô tả một người đàn ông khỏa thân ở hai trạng thái khác nhau (duỗi thẳng chân và dạng chân) nằm trong một hình tròn và hình vuông trùng trục đối xứng, số đo của người đàn ông tuân theo một tỷ lệ được da Vinci quy ước và ghi chép phía dưới hình vẽ. Đây là một trong các tác phẩm phổ biến nhất của Leonardo da Vinci, nó hiện được bảo quản tại bảo tàng Gallerie dell'Accademia ở Venezia, Ý, và chỉ được trưng bày trước công chúng trong các dịp đặc biệt.

## Mô tả
Leonardo da Vinci vẽ Người Vitruvius dựa trên quan điểm của ông về tỷ lệ lý tưởng của số đo cơ thể người và các khái niệm về hình học, kiến trúc trong tác phẩm De Architectura của kiến trúc sư La Mã Vitruvius. Phần ghi chép phía dưới bức vẽ (được thực hiện bằng kiểu chữ viết ngược) đã mô tả lại các tỉ lệ này như sau:
| “ | (Kích thước) Bốn ngón tay bằng một lòng bàn tay, bốn lòng bàn tay bằng một bàn chân, sáu lòng bàn tay bằng một cẳng tay. Bốn cẳng tay bằng chiều dài một bước. Bốn cẳng tay tương ứng chiều cao một người, tức là hai mươi bốn lòng bàn tay, người ta dùng các số đo này trong xây dựng. Nếu một người dạng chân sao cho chiều cao giảm xuống một phần mười bốn và giang hai tay sao cho các ngón tay cao ngang đầu, thì người đó sẽ nhận ra rằng tâm của cơ thể người là rốn, và rằng không gian tạo thành giữa hai chân là một tam giác đều. Độ dài hai cánh tay duỗi thẳng của một người chính bằng chiều cao của người đó. Khoảng cách từ chân tóc đến hết cằm bằng một phần mười chiều cao của người. Khoảng cách từ cằm đến đỉnh đầu là một phần tám. Khoảng cách từ ngực đến đỉnh đầu là một phần sáu. Khoảng cách từ ngực đến chân tóc là một phần bảy. Khoảng cách từ núm vú đến đỉnh đầu là một phần tư chiều cao của người. Độ rộng tối đa giữa hai vai bằng một phần tư. Từ khuỷu tay đến đầu bàn tay là một phần năm. Từ khuỷu tay đến nách là một phần tám. Chiều dài bàn tay bằng một phần mười chiều cao người. Phần đầu cơ quan sinh dục nằm ở giữa. Độ dài bàn chân bằng một phần bảy chiều cao người. Từ lòng bàn chân đến đầu gối là một phần tư. Từ đầu gối đến cơ quan sinh dục là một phần tư. Khoảng cách từ cằm đến mũi, và từ chân tóc đến lông mày hoặc tai là bằng nhau và bằng một phần ba chiều dài mặt. | ” |

So sánh với nội dung mà Vitruvius đã viết trong tập 3.1.3 của De Architectura có thể thấy Leonardo da Vinci đã minh họa lại rõ ý tưởng của Vitruvius: 
| “ | Vị trí tự nhiên của rốn là ở trung tâm của cơ thể người. Nếu một người hướng thẳng mặt về phía trước và duỗi chân, tay sao cho rốn vẫn là trung tâm, thì các đầu ngón tay và ngón chân sẽ nằm trên một hình tròn có tâm là rốn... Nếu đo khoảng cách từ chân đến đỉnh đầu, ta sẽ thấy nó bằng khoảng cách của hai cánh tay duỗi thẳng, vì vậy các đường thẳng này sẽ tạo thành một hình vuông bao lấy cơ thể người. | ” |

## Người Vitruvius trong văn hóa
Không chỉ thường được dùng như một ví dụ cụ thể về sự tỷ lệ của số đo cơ thể người, hiện nay Người Vitruvius được dùng như một biểu tượng của nghề y và các cơ sở y học. Người Vitruvius cũng xuất hiện trên đồng 1 euro do Ý phát hành. Trong tiểu thuyết Mật mã Da Vinci, Người Vitruvius cũng được nhắc tới ngay đầu tác phẩm khi Robert Langdon nhìn thấy xác của Jacques Saunière tại bảo tàng Louvre.